# Världsmästerskapen i badminton 2007
Världsmästerskapen i badminton 2007 anordnades den 13–19 augusti i Kuala Lumpur, Malaysia. 

## Medaljsummering
| Pl. | Nation     | Guld | Silver | Brons | Totalt |
| --- | ---------- | ---- | ------ | ----- | ------ |
| 1   | Kina       | 3    | 2      | 6     | 11     |
| 2   | Indonesien | 2    | 1      | 1     | 4      |
| 3   | Hongkong   | 0    | 1      | 0     | 1      |
| 3   | Sydkorea   | 0    | 1      | 0     | 1      |
| 5   | Japan      | 0    | 0      | 2     | 2      |
| 6   | Malaysia   | 0    | 0      | 1     | 1      |

## Resultat
| Event       | Guld                                       | Silver                                   | Brons                                         |
| Herrsingel  | Lin Dan (CHN)                              | Sony Dwi Kuncoro (INA)                   | Bao Chunlai (CHN)                             |
| Herrsingel  | Lin Dan (CHN)                              | Sony Dwi Kuncoro (INA)                   | Chen Yu (CHN)                                 |
| Damsingel   | Zhu Lin (CHN)                              | Wang Chen (HKG)                          | Lu Lan (CHN)                                  |
| Damsingel   | Zhu Lin (CHN)                              | Wang Chen (HKG)                          | Zhang Ning (CHN)                              |
| Herrdubbel  | Markis Kido (INA) · Hendra Setiawan (INA)  | Jung Jae-sung (KOR) · Lee Yong-dae (KOR) | Choong Tan Fook (MAS) · Lee Wan Wah (MAS)     |
| Herrdubbel  | Markis Kido (INA) · Hendra Setiawan (INA)  | Jung Jae-sung (KOR) · Lee Yong-dae (KOR) | Shuichi Sakamoto (JPN) · Shintaro Ikeda (JPN) |
| Damdubbel   | Yang Wei (CHN) · Zhang Jiewen (CHN)        | Gao Ling (CHN) · Huang Sui (CHN)         | Zhang Yawen (CHN) · Wei Yili (CHN)            |
| Damdubbel   | Yang Wei (CHN) · Zhang Jiewen (CHN)        | Gao Ling (CHN) · Huang Sui (CHN)         | Kumiko Ogura (JPN) · Reiko Shiota (JPN)       |
| Mixeddubbel | Nova Widianto (INA) · Lilyana Natsir (INA) | Zheng Bo (CHN) · Gao Ling (CHN)          | Xie Zhongbo (CHN) · Zhang Yawen (CHN)         |
| Mixeddubbel | Nova Widianto (INA) · Lilyana Natsir (INA) | Zheng Bo (CHN) · Gao Ling (CHN)          | Flandy Limpele (INA) · Vita Marissa (INA)     |

## Deltagande nationer

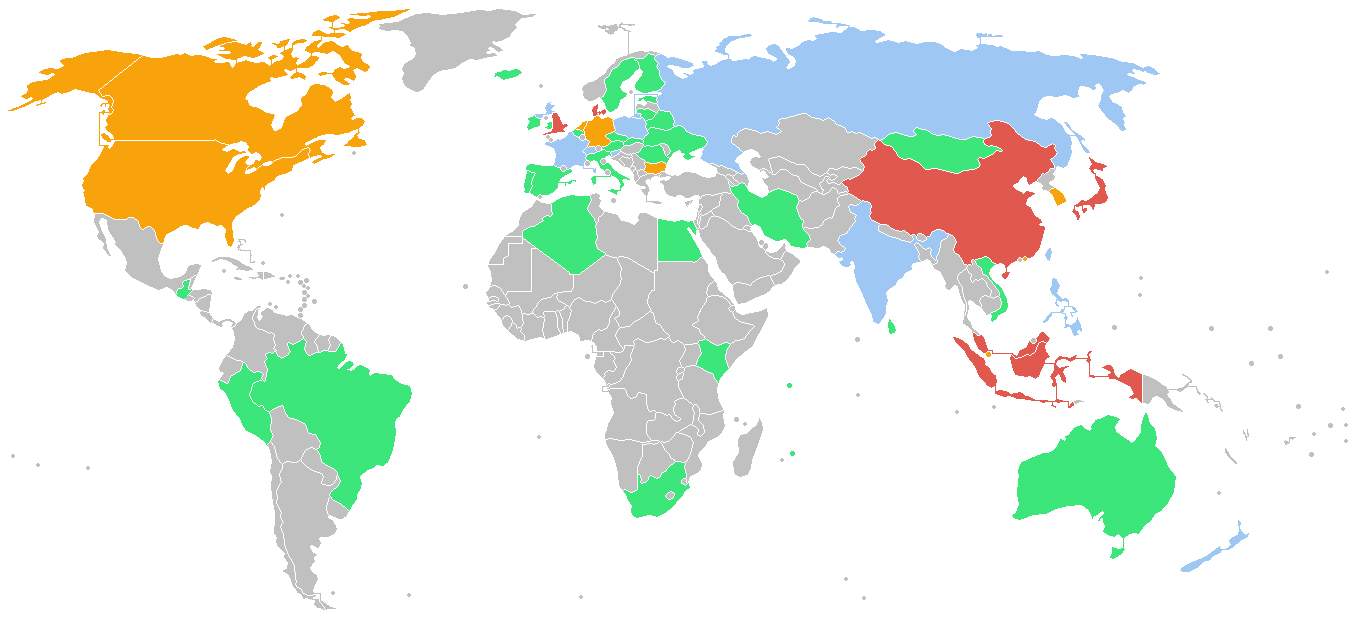
Deltagande nationer. Grön: färre än 5 spelare; blå: 5-9; orange: 10-14; röd: 15 eller fler.

| - Algeriet (1) - Australien (4) - Österrike (3) - Belgien (3) - Belarus (1) - Brasilien (4) - Bulgarien (10) - Kanada (12) - Kina (24) - Tjeckien (4) - Danmark (15) - Egypten (2) - England (18) - Spanien (4) - Estland (2) - Finland (3) - Frankrike (9) - Tyskland (13) - Guatemala (2) | - Hongkong (10) - Indonesien (21) - Indien (8) - Irland (3) - Iran (1) - Island (1) - Italien (4) - Japan (15) - Kenya (2) - Sydkorea (13) - Litauen (1) - Malaysia (26) - Mongoliet (2) - Mauritius (1) - Nederländerna (10) - Nya Zeeland (6) - Peru (3) - Filippinerna (6) - Polen (5) | - Portugal (3) - Rumänien (3) - Sydafrika (4) - Ryssland (9) - Skottland (5) - Seychellerna (2) - Singapore (10) - Slovenien (5) - Sri Lanka (4) - Schweiz (5) - Slovakien (1) - Sverige (3) - Taiwan (5) - Ukraina (4) - USA (11) - Vietnam (1) - Wales (1) |  |